# 일동중학교 (경기)
일동중학교(一東中學校)는 대한민국 경기도 포천시 일동면 기산리에 있는 공립 중학교이다.

## 학교 연혁
- 1955년 4월 27일 : 이동중학교 설립 인가
- 1955년 6월 14일 : 개교
- 1956년 6월 28일 : 초대 류우영 교장 취임
- 1957년 1월 29일 : 일동중학교로 교명 변경 인가
- 1976년 11월 11일 : 학급 증설 인가(18학급)
- 1980년 3월 1일 : 중,고등학교 분리
- 2002년 4월 10일 : 교훈탑 건립
- 2007년 3월 1일 : 운동장 확장
- 2020년 1월 10일 : 제63회 졸업장 수여식 112명 (누계 12,185명)
- 2020년 9월 1일 : 제26대 양성호 교장 취임

## 참고 자료
- 일동중학교 - 한국교육학술정보원 학교알리미